# Gana Energía
Gana Energía és una comercialitzadora espanyola d'electricitat i gas natural amb seu a València. Va ser fundada l’any 2015 i opera al mercat lliure, oferint tarifes sense permanència i una proposta diferenciadora centrada en la simplicitat, l’atenció al client i preus competitius.

## Història
Fundada el 2015 per Antonio Picazo i Ricardo Margalejo, Gana Energía va ser incubada el 2019 dins del programa Lanzadera, impulsat per Juan Roig. Posteriorment, va rebre finançament del fons Angels i de Bewater Funds.
Va néixer amb l’objectiu d’oferir una alternativa al model tradicional de comercialització elèctrica a Espanya, responent a la demanda de consumidors que buscaven opcions més clares, econòmiques i fàcils d’entendre, sense càrrecs ocults ni complexitats contractuals.
L’any 2021, Gana Energía va passar a formar part del grup Repsol, mantenint una gestió independent.
El 2023 va tancar amb una facturació de 190 milions d’euros i més de 250.000 clients, consolidant-se com una de les comercialitzadores independents més importants del mercat espanyol.
El 2024, la companyia va augmentar la seva facturació un 14 %, arribant als 217 milions d’euros, amb l’objectiu declarat d’assolir els 230 milions al llarg de 2025.
A juliol de 2025, Gana Energía supera els 350.000 clients i manté la seva expansió nacional. L’objectiu a mitjà termini és arribar al milió de clients.

## Activitat
Gana Energía ofereix serveis de subministrament d’electricitat i gas natural per a llars i petites empreses a la península i les Illes Balears. Opera exclusivament al mercat lliure. Entre les seves principals tarifes hi ha:
- Tarifa Preu de Mercat (indexada): basada en el preu diari del mercat majorista, amb un petit marge per gestió.
- Tarifa 24 Hores (fixa): preu estable durant tot el dia.
- Tarifa Trams Horaris (fixa): preus diferenciats segons tres franges horàries: punta, pla i vall.
- Moneder Virtual: sistema per a compensar els excedents d’autoconsum solar.

Tot i no comercialitzar energia 100 % renovable, la companyia defensa una visió realista i equilibrada sobre la transició energètica, apostant per un model que no perjudiqui l’usuari final.
Un tret distintiu és la gestió interna del servei d’atenció al client, sense externalització de trucades ni plataformes automatitzades.

## Enllaços relacionats
- Mercat elèctric d'Espanya
- Comercialitzadores elèctriques a Espanya
- Energia a Espanya
- Lloc web oficial de Gana Energía